# Miss Costa Rica 2009
En el año 2009 se llevó a cabo edición número 54° del Miss Costa Rica, donde se elige a la representante nacional para el Miss Universo 2009. Dicho certamen se realizó el viernes 27 de marzo, en el Museo de los Niños. Donde Miss Costa Rica 2008 María Teresa Rodríguez coronó a Jessica Umaña como Miss Costa Rica 2009 y dándole el derecho de representarnos en dicho certamen internacional que se realizó a cabo en Bahamas.

## Ganadoras
| Resultado            | Candidata                        |
| -------------------- | -------------------------------- |
| Miss Costa Rica 2009 | - Moravia - Jessica Umaña        |
| 1° Finalista         | - Heredia - Nancy Montero        |
| 2° Finalista         | - Desamparados - Natalia Álvarez |

## Candidatas
| Provincia | Candidata         | Edad | Estatura (m) | Ciudad Natal |
| --------- | ----------------- | ---- | ------------ | ------------ |
| Alajuela  | Karol Quirós      | 19   | 1,80         | San Ramón    |
| Alajuela  | Karol Castro      | 21   | 1,76         | Alajuela     |
| Cartago   | Mariana Angulo    | 20   | 1,70         | Tres Ríos    |
| Heredia   | Stephanie Zúñiga  | 22   | 1,70         | Heredia      |
| Heredia   | Nancy Montero     | 24   | 1,68         | Heredia      |
| San José  | Natalia Álvarez   | 20   | 1,72         | Desamparados |
| San José  | Astrid Anke Stroh | 20   | 1,68         | Sabanilla    |
| San José  | Jessica Umaña     | 21   | 1,75         | Moravia      |
| San José  | Lucía Cascante    | 20   | 1,80         | Tíbas        |